# オレンジ革命
オレンジ革命（オレンジかくめい、ウクライナ語: Помаранчева революція、英: Orange Revolution）は、2004年ウクライナ大統領選挙の結果に対しての抗議運動と、それに関する政治運動などの一連の事件である。
選挙結果に対して抗議運動を行った野党支持者がオレンジをシンボルカラーとして、リボン、「ユシチェンコにイエス！（Так! Ющенко!）」と書かれた旗、マフラーなどオレンジ色の物を使用したことからオレンジ革命と呼ばれる。
同時にこの事件はヨーロッパとロシアに挟まれたウクライナが将来的な選択として、ヨーロッパ連合の枠組みの中に加わるのか、それともエネルギーで依存しているロシアとの関係を重要視するのかという二者択一を迫られた事件でもある。

## 背景
ウクライナは1991年にソビエト連邦から独立したが、ソ連崩壊後も黒海に面するウクライナはロシアにとって地政学的に重要な地域として捉えられ、カスピ海で産出される石油、天然ガスの欧米に対しての積み出し港として重要な位置を占めていた。また、ウクライナは国内においてエネルギー資源を産出できなかったため、この分野に関してはかなりの割合をロシアに依存していた。
一方、西に目を転じると東欧革命以来、ヨーロッパの広域経済圏を目指す欧州連合（EU）とヨーロッパ全域における安全保障体制の確立を目指す北大西洋条約機構（NATO）が東への拡大を続けており、特に2004年5月1日にポーランドやスロバキア等旧東欧8各国がEUに加盟すると、ウクライナはEUと直接国境を接することになった。続いて2007年にはルーマニアとブルガリアもEU入りを果たし、更にトルコも一貫して加盟を希望している。EUは域内での経済の自由化を推し進める一方で、域外からの経済活動には障壁を設けている。ウクライナではEUと協定を結んで、EU加盟国と国境を接している西部にEUやアメリカ合衆国、日本の資本を受け入れる一方で、主に中央アジア諸国からのEUへの不法侵入者の取り締まりなどを行っている。その一方でEU外にあっては陸上、そして黒海からの海上ルート全てをEUと接することで、将来的にはEUからの締め出しを食らう可能性がないわけでもない。そこでウクライナもEUに加盟するべきであるという議論が生じてくる。この意見に対してはウクライナ西部・中部での支持が強い。

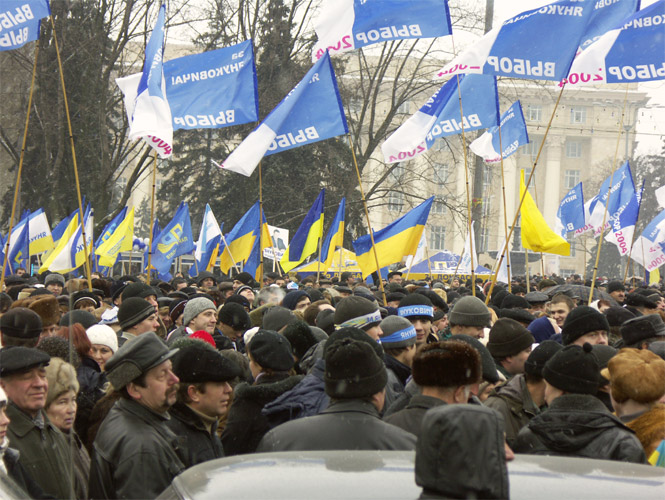
ドネツィクにおけるヤヌコーヴィチの支持者

ウクライナ南東部には、もともと地元の工業がウクライナ全体の経済を牽引してきたという自負があり、さらに最近のロシア経済の好調もあり、ロシアと取り引きの多い地元の工業地帯では景気が回復していた。また、南東部にはロシア人の人口が多く、ロシア語が使われていた。そのためEU寄りの政権誕生には不安を抱く人が多く、ロシアは当時の南東部系ウクライナ大統領および南東部住民との思惑の一致を口実に、南東部へ肩入れしていた。

## 事件の経緯

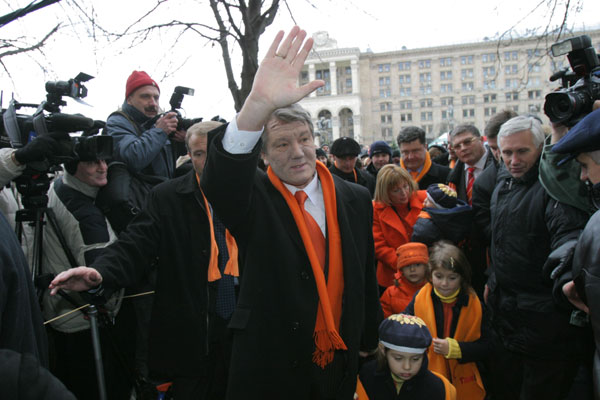
支持者に応えるヴィクトル・ユシチェンコ（2004年11月28日）

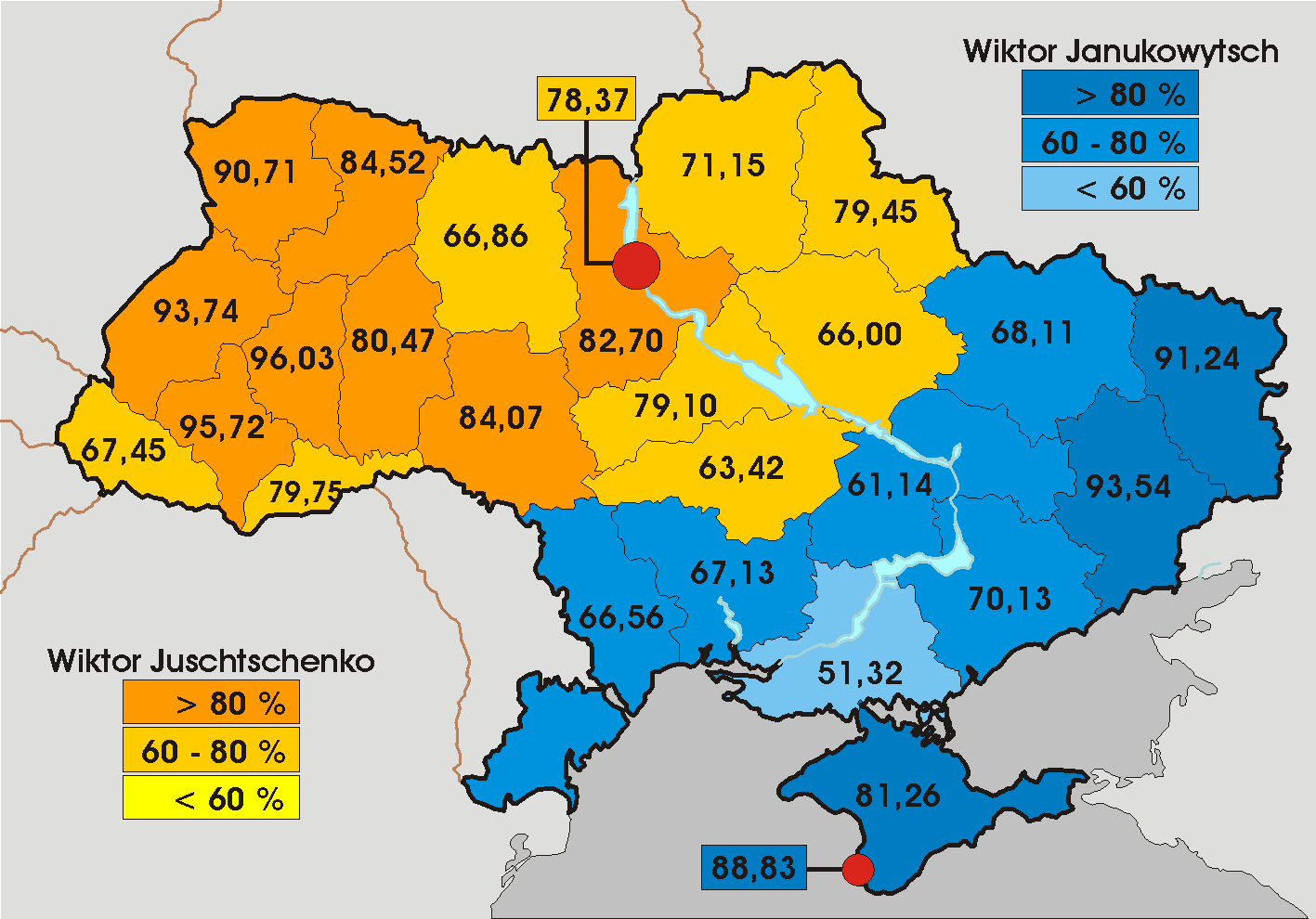
2004年大統領選挙の選挙結果。オレンジがユシチェンコ支持、青がヤヌコーヴィチ支持。北西部ほどユシチェンコ支持が鮮明であり、南東部ではヤヌコーヴィチ支持が鮮明になる。

こうした状況の中で2004年の大統領選挙では、ロシアとの関係を重要視する与党代表で首相のヴィクトル・ヤヌコーヴィチと、ヨーロッパへの帰属を唱える野党代表で前首相（当時）のヴィクトル・ユシチェンコの激しい一騎討ちとなった。
2004年11月21日の開票の結果、大統領選挙におけるヤヌコーヴィチの当選が発表されると、その直後から野党ユシチェンコ大統領候補支持層の基盤であった西部勢力が、ヤヌコーヴィチ陣営において大統領選挙で不正があったと主張し始め、不正の解明と再選挙を求めて、首都キーウを中心に、ゼネラル・ストライキ、座り込み、デモ、大規模な政治集会を行い選挙結果に抗議した（右上写真はユシチェンコ支持者がキーウで行った集会）。
この抗議運動はマスメディアを通じて世界各国に報道され、大きな関心を呼んだ。特にヨーロッパやアメリカでは野党ユシチェンコに対して、ロシアでは与党ヤヌコーヴィチに対して肩入れする報道がなされた。この報道合戦ではナショナリズム的な報道に終始したロシア側に対して、一連の大統領選挙が民主的ではないというスタンスを取った欧米側の報道に世界世論がなびいたため、徐々にロシア側の行動が規制される結果となった。このことは、後のキルギスでの政変時（チューリップ革命）にロシア側として積極的な動きができないなどの足かせともなった。
ロシアの支持を受けたヤヌコーヴィチを中心とする与党勢力は選挙結果を既成事実化しようと試みたが、野党勢力を支持するEU及びアメリカ合衆国などの後押しもあり、結局野党の提案を受け入れて再度投票が行われることとなった。再投票の結果、2004年12月28日ヴィクトル・ユシチェンコ大統領が誕生した。
この運動は同じく現職政権への抗議であるユーゴスラビアのミロシェヴィッチ大統領に対する抗議運動、その後グルジアで起こったバラ革命（ローズ・レボリューション）に誘発された運動であるとされる。また、原因としては、ロシアが南東部よりの当時の政権側にあからさまに肩入れしたためである、との説明がなされることが多い。
だがその一方で、他国勢力の介入という点では、ユシチェンコ陣営に対する米国からの介入があったとする見方も存在しており、具体例としては、米国の投資家ジョージ・ソロスの名などが挙げられている。
また、この政変で成立したユシチェンコ政権であるが、成立直後から盟友であったはずのティモシェンコとの対立が報じられるなど政権内部の抗争が相次いだ。結果、革命を支持した民衆も離反し、最終的に支持率が一桁に落ち込む。その結果として、2010年のウクライナ大統領選挙では、一度は「革命」によって大統領になり損なったヤヌコーヴィチがウクライナ大統領に就任するという、皮肉な事態を招くこととなった。
2010年9月30日、ウクライナ憲法裁判所は2004年の政治改革法を違憲と判断し、同法によってもたらされた憲法改正を無効とする判決を下した。これにより、オレンジ革命は大きく後退することとなった。